# Jerzy Harasymowicz
Jerzy Harasymowicz (Puławy, 24 luglio 1933 – Cracovia, 21 agosto 1999) è stato un poeta polacco.

## Biografia

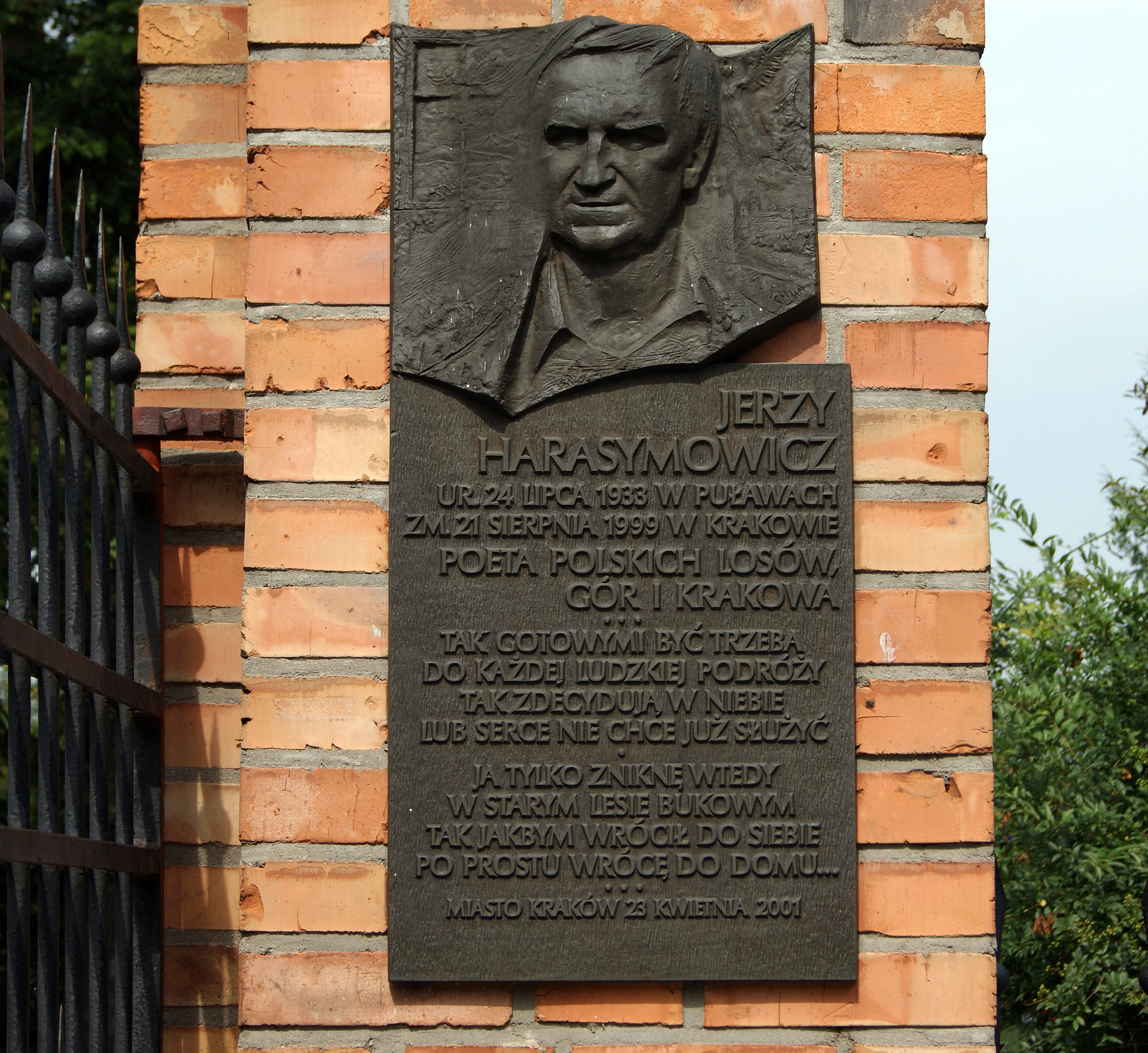
Placca commemorativa, Cimitero Salwator, Cracovia, Polonia

Harasymowicz è stato un letterato polacco di origini anche ucraine e tedesche.  Suo nonno viveva nei pressi di Dołyna, luogo dove il giovane Harasymowicz trascorreva le vacanze.
Harasymowicz si distinse rispetto ai suoi colleghi del Novecento perché non aderì e non si accostò a nessuna corrente culturale del suo Paese, ma piuttosto prese spunto da elementi crepuscolari, pseudoromantici, da lirismi immaginifici popolari e a tratti infantili, da elementi della realtà frammisti a quelli fantasiosi. Il suo mondo è popolato di streghe, angeli e animali mitologici avvolti in ambienti surreali, quali luoghi di culto abbandonati o periferie metropolitane, descritti con un velo umoristico ma fondamentalmente partecipe dei dolori del mondo.
Anche se non è riuscito a diventare il fondatore di una scuola letteraria, i risultati della sua attività lo pongono come un punto di riferimento per tutti quegli scrittori che ricercano nella poesia una via di evasione dalle insicurezze del mondo reale, raggiunta tramite le utopie ed i sogni.
Durante la sua carriera letteraria ricevette numerosi premi, tra i quali il Premio Stanislaus Piętak (1967), il premio della Fondazione Kościelski e vari premi indetti dal Ministero della Cultura e dell'Arte (1975).
Dopo il 1989, a causa di alcune dichiarazioni critiche sullo stato della letteratura polacca, e anche per alcune sue simpatie politiche, si ritrovò un po' isolato nell'ambito culturale e sociale.
Tra le principali raccolte di liriche stampate da Harasymowicz si possono citare Cuda ("Portenti", 1956), Powrót do kraju łagodności ("Ritorno al paese della mitezza", 1957), Wieża melancholii ("La torre della malinconia", 1958), Przejęcie kopii ("Consegna della lancia", 1958), Genealogia instrumentów ("Genealogia degli strumenti", 1959), Mit o świętym Jerzym ("Il mito di san Giorgio", 1959) e Ma się pod jesień ("È già vicino l'autunno", 1962).
Sono da ricordare anche un paio di racconti scritti prevalentemente per invitare alla lettura i bambini.
Le sue ceneri sono state disperse sulla catena montuosa del Distretto di Bieszczady.

## Opere

### Poesie
- Cuda (1956).
- Powrót do kraju łagodności (1957).
- Wieża melancholii (1958).
- Przejęcie kopii (1958).
- Genealogia instrumentów (1959).
- Mit o świętym Jerzym (1959).
- Ma się pod jesień (1962).
- Podsumowanie zieleni (1964).
- Budowanie lasu (1965).
- Pastorałki polskie (1966, 1980).
- Zielony majerz (1969).
- Madonny polskie (1969, 1973, 1977).
- Znaki nad domem (1971).
- Bar na Stawach (1972, 1974).
- Zielnik. Pascha Chrysta (1972).
- Polska weranda (1973).
- Małopolska (1973).
- Córka rzeźnika (1974).
- Żaglowiec i inne wiersze (1974).
- Barokowe czasy (1975).
- Banderia Prutenorum ... (1976).
- Polowanie z sokołem (1977).
- Cudnów (1979).
- Wiersze miłosne (1979).
- Z nogami na stole (1981).
- Wesele rusałek (1982).
- Wiersze na igrzyska (1982).
- Wiersze sarmackie (1983).
- Dronsky (1983).
- Złockie niebo cerkiewne (1983).
- Klękajcie narody (1984).
- Na cały regulator (1985).
- Lichtarz ruski (1987).
- Ubrana tylko w trawy połonin (1988).
- Za co jutro kupimy chleb (1991).
- Kozackie buńczuki (1991).
- W botanicznym. Wiersze zen (1992).
- Czeremszanik (1993).
- Zimownik (1994).
- Worożycha (1994).
- Samotny jastrząb (1995).
- Klasztor na księżycu (1996).
- Srebrne wesele (1997).

### Racconti
- Wybór wierszy (1967).
- Poezje wybrane (1971).
- Wybór wierszy (1975).
- Poeci polscy – miniatura (1978).
- Cała góra barwinków (1983).
- Poezje wybrane (1985).
- Wiersze beskidzkie (1986).
- Wybór wierszy (1986, due volumi).
- Erotyki (1992, 1994).
- Wiersze z połonin (1996).
- Miłość w górach (1997).
- Wybór liryków (1999).
- Liryki najpiękniejsze (2001).
- Późne lato (2003).
- Bieszczady (2003).